# 제11회 영국 아카데미 영화상
제11회 영국 아카데미 영화상은 1957년의 최고의 영화를 기리기 위해 1958년 3월 6일에 열린 시상식이다.

## 수상

### 작품상
- 콰이강의 다리 수상

### 칼 포먼 상
- Brothers in Law - 에릭 바커 수상

### 남우주연상(영국)
- 콰이강의 다리 - 알렉 기네스 수상

### 남우주연상(외국)
- 12인의 노한 사람들 - 헨리 폰다 수상

### 여우주연상(영국)
- 에스더 코스텔로의 이야기 - 헤더 시어스 수상

### 여우주연상(외국)
- 더 크루서블 - 시몬 시그노레 수상

### 각본상(영국)
- 콰이강의 다리 - 피에르 불 수상

### 단편애니메이션작품상
- PAN-TELE-TRON 수상

### UN상
- HAPPY ROAD 수상

### 특별상
- A CHAIRY TALE 수상